# Nils Carlson
Nils Tryggve Carlson, född 20 augusti 1933 i Karlskoga, död 30 september 2020 i Vällingby, var en svensk arkitekt. 
Carlson avlade studentexamen 1953 och utexaminerades från Kungliga Tekniska högskolan 1958. Han var förste assistent vid Kungliga Tekniska högskolan 1958, blev arkitekt i nämnda högskolas byggnadskommitté 1959  och startade egen arkitektverksamhet i Nils Carlson Arkitektkontor AB 1963. Han var ordförande i Svenska Arkitekters Riksförbund (SAR) 1976–1980, projektledare för idéutställningen Boplats 80 (anordnad i Stockholm 1980 av SAR) och generalsekreterare i Internationella arkitektunionen (UIA) 1985–1994.